# Castello di Wiener Neustadt
Il castello di Wiener Neustadt (in lingua tedesca Burg Wiener Neustadt) è un castello austriaco, situato nella Bassa Austria, nel cuore della città di Wiener Neustadt. Esso è la storica sede dell'Accademia militare Teresiana, fondata dall'Imperatrice Maria Teresa d'Austria. All'interno del complesso del castello si trova anche la Cattedrale di San Giorgio, sede dell'Ordinariato militare in Austria.

## Storia
Il primo castello di Wiener Neustadt venne costruito a partire dal 1193/1194, congiuntamente alla città e venne realizzato secondo la tradizione con il denaro ricavato dal pagamento del riscatto di Riccardo Cuor di Leone.
Il castello, ad ogni modo, si presentava troppo piccolo e già il margravio Leopoldo IV d'Austria all'inizio del XIII secolo si adoperò per ampliarlo. Poiché l'area abbondava di boschi, la struttura venne realizzata in legno anche se le vere e proprie mura giunsero solo sotto la reggenza di Federico II d'Asburgo. In molte parti del castello ancora oggi, per volontà di Federico III d'Asburgo, si trova l'acronimo della famiglia imperiale A.E.I.O.U. (Austria Est Imperare Omni Universo).
Sul lato orientale del castello è posto un monumento che commemora lo stesso Federico II, il quale perse la vita in questo luogo nel 1246 durante la Battaglia di Leitha. Nel 1260 il castello è nuovamente menzionato anche se sappiamo che sotto Ottocaro di Boemia venne nuovamente ricostruito, a metà del XIII secolo.
Un terremoto avvenuto nell'anno 1348 portò il castello ad una nuova distruzione. Questo fatto rese necessaria una ricostruzione da parte del margravio Leopoldo III d'Austria che iniziò i lavori nel 1378. In quegli stessi anni venne eretta anche una cappella dedicata a San Giorgio.
Nel 1486 Mattia Corvino assediò e occupò il castello ma, dopo la sua morte, le sue truppe lasciarono il presidio.
Con l'Imperatore Massimiliano I il castello perse il proprio status permanente di residenza e divenne uno dei possedimenti della famiglia imperiale. L'Imperatore Massimiliano venne sepolto nella cappella di San Giorgio del castello anche se precedentemente era stata commissionata per lui una tomba nella Hofkirche di Innsbruck.
Nel 1521 Ferdinando I vinse la resistenza apportata dai protestanti che assediavano il castello e successivamente molti di questi vennero tenuti prigionieri nel castello e giustiziati a Wiener Neustadt. Altre personalità vennero detenute al castello tra le quali Franz Rákóczi ed il conte Peter Zrin, dal momento che il castello era divenuta una specie di "Bastiglia" austriaca in quegli anni.
Durante il primo assedio di Vienna da parte dei turchi nel 1529 il castello fu attaccato ma non conquistato. Fu attaccato una seconda volta nel 1683. Tra i due assedi, nel 1608 e nel 1616, due incendi danneggiarono seriamente la struttura.
Mantenuta alla stregua di prigione, ancora nel 1743 il castello di Wiener Neustadt ospitò 1400 prigionieri francesi; durante la loro detenzione scoppiò un'epidemia di peste che uccise molti dei prigionieri. Il castello rimase pertanto chiuso per due anni per rischio di infezioni e dopo quest'ultimo colpo di coda venne utilizzato sempre più raramente.
Nel 1752 l'Imperatrice Maria Teresa d'Austria, intenzionata a rivalutare la struttura che continuava ad ogni modo ad avere un ruolo strategico rilevante in difesa della capitale, pensò di fondare un'accademia tecnica militare proprio nel castello e la ristrutturazione dello stabile venne curata dall'architetto viennese Matthias Gerl.
La struttura, completamente rinnovata, subì però copiosi danni durante il grande terremoto del 1768 che danneggiò irreparabilmente tre delle quattro torri del castello che dovettero essere demolite. Ad ogni modo questo portò alla creazione di appartamenti di stato nell'ala est ed alla costruzione di un nuovo scalone principale, con la conseguente riapertura dell'accademia.
Dopo la prima guerra mondiale, l'accademia militare venne chiusa e riaperta nel 1934. L'edificio venne bombardato tra il 1944 ed il 1945 subendo pesanti danni a tal punto che rimasero intatte unicamente le mura esterne del castello. Dopo la guerra l'accademia fece ritorno all'interno della struttura, era il 1958.
Il castello è attualmente proprietà della Repubblica Austriaca.